# Kabinett Casimir-Perier

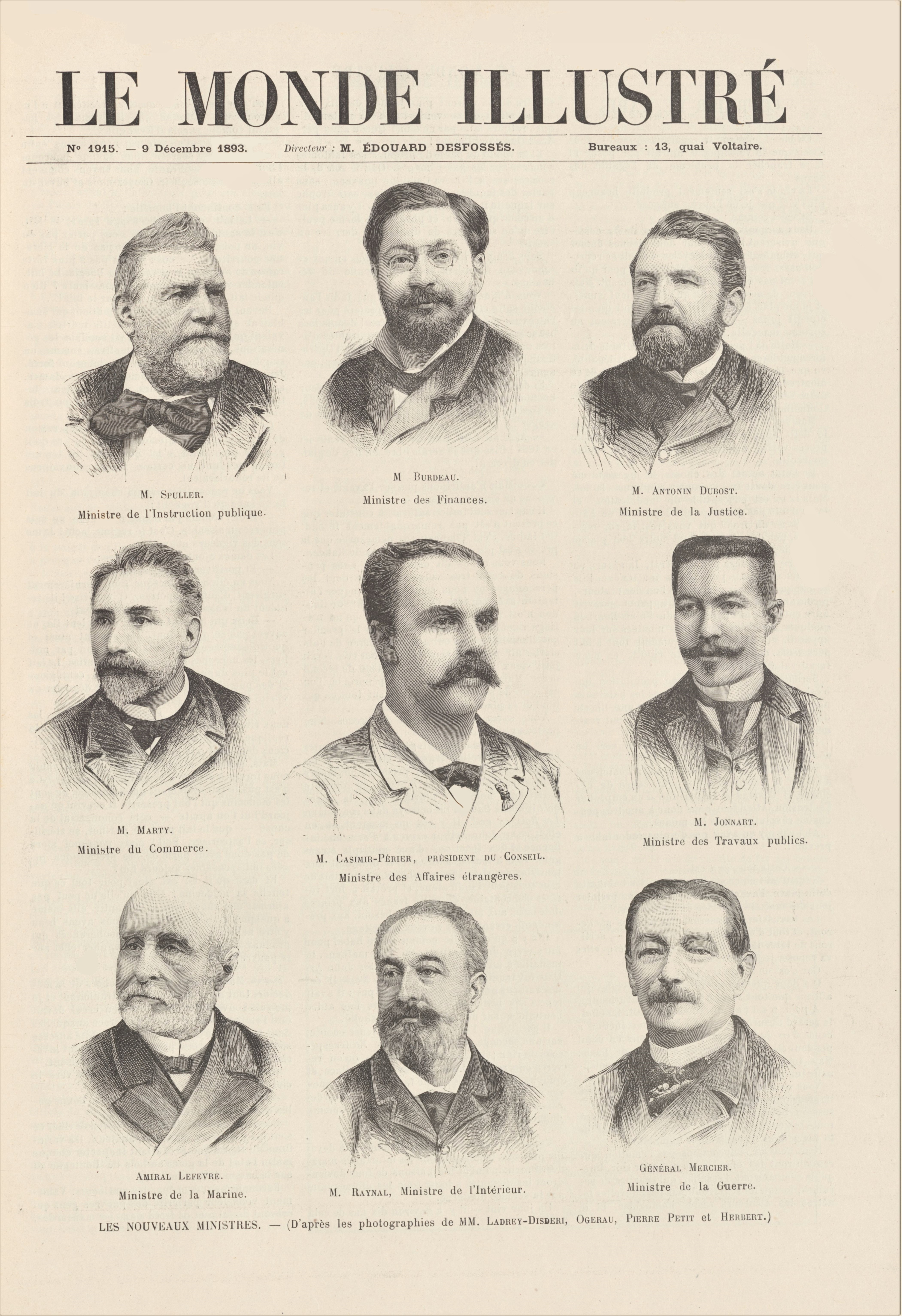
Kabinett Jean Casimir-Perier

Das Kabinett Casimir-Perier war eine Regierung der Dritten Französischen Republik. Es wurde am 2. Dezember 1893 von Premierminister (Président du Conseil) Jean Casimir-Perier gebildet und löste das Kabinett Dupuy I ab. Es blieb bis zum 22. Mai 1894 im Amt und wurde vom Kabinett Dupuy II abgelöst.
Dem Kabinett gehörten Minister folgender Gruppen an: Association nationale républicaine (ANR), Gauche radicale (GR), Républicains de gouvernement (RdG), Union libérale républicaine (ULR) und Gauche démocratique (Senat) (GD) und Unabhängige.

## Kabinett
Dem Kabinett gehörten folgende Minister an:
- Premierminister: Jean Casimir-Perier (ANR)
- Außenminister: Jean Casimir-Perier
- Justizminister: Antonin Dubost (GR)
- Kriegsminister: Auguste Mercier
- Minister für Marine: Auguste Lefèvre[1]
- Innenminister und Religion: David Raynal (ANR)
- Finanzen: Auguste Burdeau (RdG)
- Minister für öffentlichen Unterricht, Kunst und Kultur: Eugène Spuller (ANR)
- Landwirtschaftsminister: Albert Viger[2] (GR)
- Minister für Handel, Industrie und Kolonien: Jean Antoine Marty[3] (ANR)
  - ab 20. März 1894 Minister für Kolonien: Ernest Boulanger[4] (GD)
- Minister für öffentliche Arbeiten und Sozialversicherung: Charles Jonnart (ULR)

### Unterstaatssekretäre
Dem Kabinett gehörten folgende Sous-secrétaires d’État an:
- Kolonialangelegenheiten im Handelsministerium: Maurice Lebon[5] (GR)

## Historische Einordnung

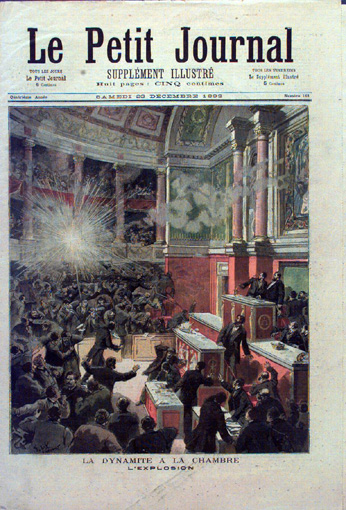
Le Petit Journal – Attentat auf die Kammer

Am 9. Dezember 1893 verübte der Anarchist Auguste Vaillant einen Bombenanschlag auf die Abgeordnetenkammer. Vaillant wurde am 5. Februar hingerichtet. Bereits zwei Tage nach dem Attentat wurde das erste Gesetz der Lois scélérates (Schurkengesetze) erlassen, das die Pressefreiheit einschränkte. Am 18. Dezember folgte das zweite dieser Gesetze, das eine Unterstützung anarchistischer Gruppen unter Strafe stellte. Anfang des Jahres 1894 wurde Frankreich durch weitere Attentate erschüttert.
Russland ratifizierte die Französisch-Russische Allianz Ende Dezember 1893; Frankreich folgte im Januar 1894. Am 12. Februar 1894 nahm die französische Armee Timbuktu ein. Mit dem Ministère de colonies schuf die Regierung ein eigenes Kolonialministerium.
Casimir-Perier versuchte, den Dialog mit der Kirche wieder in Gang zu bringen; er sprach am 3. März 1894 in der Kammer von einem neuen Geist, der die Beziehungen prägen solle.
Das Kabinett stürzte über ein von Arbeitsminister Jonnart vertretenes Verbot, dass sich staatliche Arbeiter gewerkschaftlich organisieren durften.